# パゾパニブ
パゾパニブ（Pazopanib）はマルチチロシンキナーゼ阻害薬の一つであり、血管新生を阻害して腫瘍の成長を妨げる。腎細胞癌および悪性軟部腫瘍の治療に用いられる。商品名ヴォトリエント。

## 効能・効果
日本では「悪性軟部腫瘍」（2012年9月）および「根治切除不能または転移性の腎細胞癌」（2014年3月）について承認を取得している。
米国（2009年10月）、欧州（2010年6月）、英国（2010年6月）、豪州（2010年6月）等でも進行・転移性腎細胞癌ならびに進行性軟部腫瘍について承認されている。豪州ではPBSの対象になっている。
卵巣癌および非小細胞肺癌に対する有効性も示されているが、卵巣癌への適用は英国EMAで却下された他、どの国でも承認されていない。

## 禁忌・警告
パゾパニブに過敏症を有する患者、妊婦また妊娠している可能性のある婦人には禁忌である。
日本の添付文書の警告欄には「重篤な肝機能障害」が現れることがあると書かれており、中等度以上の肝機能障害を有する患者では、最大耐用量が低いとされている。米国の添付文書では、致死的な肝障害が発現する旨が黒枠警告で示されている。
米国の添付文書の警告欄に表示されている項目は、以下の通りである。
- 高血圧（高血圧クリーゼ（英語版）を含む）が報告されている。
- QT延長症候群（トルサード・ド・ポアントを含む）が報告されている。
- 血栓性微小血管症（英語版）が報告されている。
- 血栓性血小板減少性紫斑病が報告されている。
- 溶血性尿毒症症候群が報告されている。
- 血液学的異常が31%から37%の患者に発生する。
- 心障害（左室駆出率 (LVEF) の低下および鬱血性心不全）が報告されている。
- 致死的出血、動脈血栓症、静脈血栓症、消化管穿孔が臨床試験時に見られた。

## 副作用
添付文書に記載されている重大な副作用は、
- 肝不全、肝機能障害（AST、ALT、ビリルビン、γ-GTP上昇等）（28.4%）、膵炎（3.8%）、
- 消化管穿孔、消化管瘻（0.5%）、
- 高血圧（42.0%）、高血圧クリーゼ（0.6%）、
- 心機能障害（鬱血性心不全、左室駆出率低下等）（2.8%）、QT間隔延長（0.6%）、心室性不整脈（0.1%）、
- 動脈血栓症（心筋梗塞、狭心症、虚血性脳卒中、一過性脳虚血発作、心筋虚血等）（1.8%）、静脈血栓症（静脈血栓症、肺塞栓症）（1.1%）、出血（脳出血（0.5%）、喀血（1.3%）、消化管出血（4.1%）、血尿（1.8%）、肺出血（0.1%）、鼻出血（4.9%）等）（13.2%）、
- ネフローゼ症候群（0.1%）、蛋白尿（12.5%）、
- 甲状腺機能障害（12.6%）、感染症（8.6%）、創傷治癒遅延（0.4%）、間質性肺炎（0.1%）、血栓性微小血管症（血栓性血小板減少性紫斑病、溶血性尿毒症症候群等）（0.1%）、可逆性後白質脳症症候群、網膜剥離（0.1%）

である。（頻度未記載は頻度不明）
5%以上に発現する副作用は、上述の肝機能障害（28.4%）、高血圧（42.0%）、出血（13.2%）、甲状腺機能障害（12.6%）、蛋白尿（12.5%）、感染症（8.6%）のほか、食欲減退、下痢、悪心、毛髪変色、疲労（いずれも30%以上）、体重減少、味覚異常、頭痛、発声障害、嘔吐、腹痛、消化不良、口内炎、便秘、手掌・足底発赤知覚不全症候群、発疹、脱毛症、皮膚色素減少、皮膚乾燥、筋骨格痛、血小板減少症、好中球減少症、白血球減少症、貧血、粘膜炎、無力症（いずれも5〜30%）である。

## 過量投与
過量投与時の治療は対症療法に限られる。症状はグレード3の高血圧および疲労である。

## 相互作用
以下の薬物が相互作用する 。
- 強力なCYP3A4阻害薬（ケトコナゾール、リトナビル、クラリスロマイシン、グレープフルーツジュース等）はパゾパニブの血中濃度を増加させる。
- CYP3A4誘導薬（リファンピシン、カルバマゼピン等）はパゾパニブの血中濃度を減少させる。
- パゾパニブはP糖蛋白質（PGP）の基質であるので、キニジン等のPGP阻害薬はパゾパニブと相互作用する。
- パゾパニブは肝臓のOATP-1B1およびOATP-1B3の基質ではない[13]。
- パゾパニブはOATP-1B1の阻害活性があるが、OATP-1B3の阻害活性はない[14]。

## 作用機序
パゾパニブはマルチキナーゼ阻害薬であり、c-KIT、FGFR、PDGFR、VEGFRなどを阻害する。